# Municipalità di K'asp'i
La municipalità di K'asp'i (in georgiano კასპის მუნიციპალიტეტი?) è una municipalità georgiana di Shida Kartli.
Nel censimento del 2002 la popolazione si attestava a 52 217 abitanti. Nel 2014 il numero risultava essere 43 771.
La città di K'asp'i è il centro amministrativo della municipalità, la quale si estende su un'area di 802 km².

## Popolazione
Dal censimento del 2014 la municipalità risultava costituita da:
- Georgiani, 86,53%
- Azeri, 8,79%
- Osseti, 3,99%
- Armeni, 0,24%
- Russi, 0,23%

## Luoghi d'interesse
- Rkoni
- Kavtiskhevi
- Fortezza di Skhvilo
- Chiesa di Lavriskhevi
- Chiesa di Magalaant
- Cattedrale di Samtavisi
- Cattedrale di Ertatsminda
- Castello di Amilakhvari
- Monastero di Ghvtismshobelis
- Palazzo Jambakur-Orbeliani